# Lech Pruchno-Wróblewski
Lech Roman Pruchno-Wróblewski (ur. 10 lutego 1939 w Gdyni, zm. 8 czerwca 2005) – polski polityk, poseł na Sejm I kadencji.

## Życiorys
Pochodził z rodu pieczętującego się herbem Ślepowron. Był absolwentem Wydziału Morskiego Wyższej Szkoły Ekonomicznej w Sopocie, który ukończył w 1967.
W latach 1991–1993 sprawował mandat posła na Sejm z ramienia Unii Polityki Realnej. W wyborach parlamentarnych w 1993 bez powodzenia ubiegał się o reelekcję, otrzymując 18 759 głosów. W UPR pełnił funkcję wiceprezesa. W latach 1994–1998 zasiadał w warszawskim samorządzie z ramienia Prawicy Razem. W 1995 ubiegał się o mandat senatora w wyborach uzupełniających w okręgu szczecińskim; nie został wybrany (uzyskał poparcie 13,17% głosujących). Wkrótce opuścił partię, tworząc niewielkie ugrupowanie działające pod nazwą „UPR-Prawica”, które podjęło bliską współpracę z Ruchem Odbudowy Polski. W 1997 bez powodzenia ubiegał się o mandat poselski z listy ROP.
W wyborach parlamentarnych w 2001 bez powodzenia kandydował do Sejmu z listy Ligi Polskich Rodzin w okręgu warszawskim.
Pochowany na cmentarzu ewangelicko-augsburskim w Warszawie (aleja 17a, grób 14).